# Wuustwezel
Wuustwezel este o comună din regiunea Flandra din Belgia. Comuna este formată din localitățile Wuustwezel și Loenhout. Suprafața totală a comunei este de 89,43 km². La 1 ianuarie 2008 comuna avea 18.837 locuitori.
Wuustwezel se învecinează cu comunele Kalmthout, Hoogstraten, Kapellen, Brasschaat, Brecht și Rijkevorsel din Belgia și cu comuna olandeză Zundert.